# Ravine Blanche
La ravine Blanche est un fleuve de l'île de La Réunion, département d'outre-mer français dans le sud-ouest de l'océan Indien. 
Il donne son nom à plusieurs villages et quartiers près duquel il passe.

## Géographie
De 26,1 km de longueur.
Généralement à sec, il prend sa source sur le territoire de la commune du Tampon puis s'écoule du nord-est au sud-ouest en traversant entièrement la commune de Saint-Pierre où il se jette à la mer, à hauteur du quartier de Ravine Blanche.

## Hydronymes homonymes
De nombreux petits cours d'eau s'appellent aussi Ravine Blanche à La Réunion,,,,, etc.